# Carreghofa
Carreghofa (en anglais) ou Carreghwfa (en gallois) est une communauté du Powys, au pays de Galles.

## Géographie
La communauté de Carreghofa se trouve dans le nord-est du Powys, dans le comté historique du Montgomeryshire. Elle comprend la partie galloise du village de Llanymynech, situé à cheval sur la frontière anglo-galloise.

## Démographie
Au recensement de 2011, la communauté de Carreghofa comptait 667 habitants.